# 阿希姆 (挪威)
阿希姆（挪威語： 聆听ⓘ）是挪威原東福爾郡的一個市镇，2020年1月1日和其他四市镇合并成立为内东福尔市镇，并隶属新成立的维肯郡。

## 交通
早年，歐洲E18公路曾穿過阿希姆的市中心範圍。2005年，該公路升級為具備四條行車道的公路，同時亦延伸至市中心以外的地區。鐵路運輸方面，Vy的東福爾線途徑阿希姆的範圍，經停朗內斯站（Langnes Station）、內林斯公園站（Næringsparken）和阿斯基姆站（Askim Station）。

## 外部連結
- 官方網站